# Friesland Foods
Friesland Foods este o companie producătoare de produse lactate din Țările de Jos.
În anul 2008, Friesland Foods a fuzionat cu compania olandeză Campina, din ianuarie 2009 noua companie formată numindu-se FrieslandCampina.

## Friesland Foods în România
Compania a intrat pe piața din România în anul 2001 prin achiziția Nutricia Dairy and Drinks, iar în 2002 a fuzionat cu producătorii Someșana Satu Mare, Belcar Bela Deta din Timișoara și Belcar Distribution.
Friesland România este acționar majoritar la firmele Industrializarea Laptelui din Târgu-Mureș și Napolact Cluj-Napoca.
Compania deține brandurile Milli, Oke!, Dots, Completa, Napolact și Napoca.
Număr de angajați în 2008: 1.500
Cifra de afaceri în 2008: 137 milioane euro